# 葉錫安
葉錫安，GBS，CBE，JP（1948年9月10日—），香港律師及公證人，曾任香港賽馬會主席兼香港馬術總會主席，2008年奧運時協助籌辦香港馬術比賽。葉錫安曾任孖士打律師行主席及首席合夥人。1987年至1989年任香港律師會會長。1991年至1995年任香港立法局議員（法律界功能界別）。

## 馬主生涯
葉錫安博士於1973年成為香港賽馬會會員，於1992年獲選為遴選會員，並於1999年起出任董事，2018年卸任。自1990年起，他分別以個人及團體成員名義，先後擁有多匹賽駒，當中包括「馬天力」、「獨攬乾坤」、「獨步青雲」、「獨領風騷」、「甜酒」、「藍雪山」（以個人名義擁有）、「公平之傑」、「公平小子」、「驃騎」、「鷹隼」、「驍騎無敵」、「萬寶駒」、「快寶駒」、「勝寶駒」、「冠寶駒」、「勇寶駒」、「耀寶駒」、「皇寶駒」（公平團體名義）、「合法衝刺」、「馬英雄」、「馬忠臣」、「馬無敵」、「馬力高」、「馬將軍」、「馬風雲」、「馬運來」、「馬明德」、「馬司令」、「馬功臣」、「馬驕雄」、「馬力佳」、「馬梟雄」、「馬鳳凰」（孖士打團體名義）、「要威」、「勝利多」、「歌神」、「一路贏」、「法律精英」、「熱錢」、「笑傲非凡」、「彩虹之光」、「彩虹歡欣」、「彩虹戰士」（法得團體名義）。

## 榮譽
勳銜
- JP（1981）
- OBE
- CBE（1997）
- GBS（2017）

榮譽博士
- 香港教育學院（現香港教育大學）榮譽教育學博士（2003）
- 香港城市大學榮譽法學博士（2009）
- 香港科技大學法學榮譽博士（2011）
- 香港中文大學榮譽社會科學博士（2018）

## 以他命名的事物
- 葉錫安瓶，香港賽馬會主席賽馬日的盃賽場合之一，由2018/2019馬季起舉辦